# Александр (лунный кратер)
Кратер Александр (лат. Alexander) — останки кратера на северной границе Моря Ясности на видимой стороне Луны. Название присвоено в честь македонского царя, полководца Александра Македонского (356—323 до н. э.) в знак признания его вклада в географию и утверждено Международным астрономическим союзом в 1935 г. Образование кратера относится к донектарскому периоду.

## Описание кратера

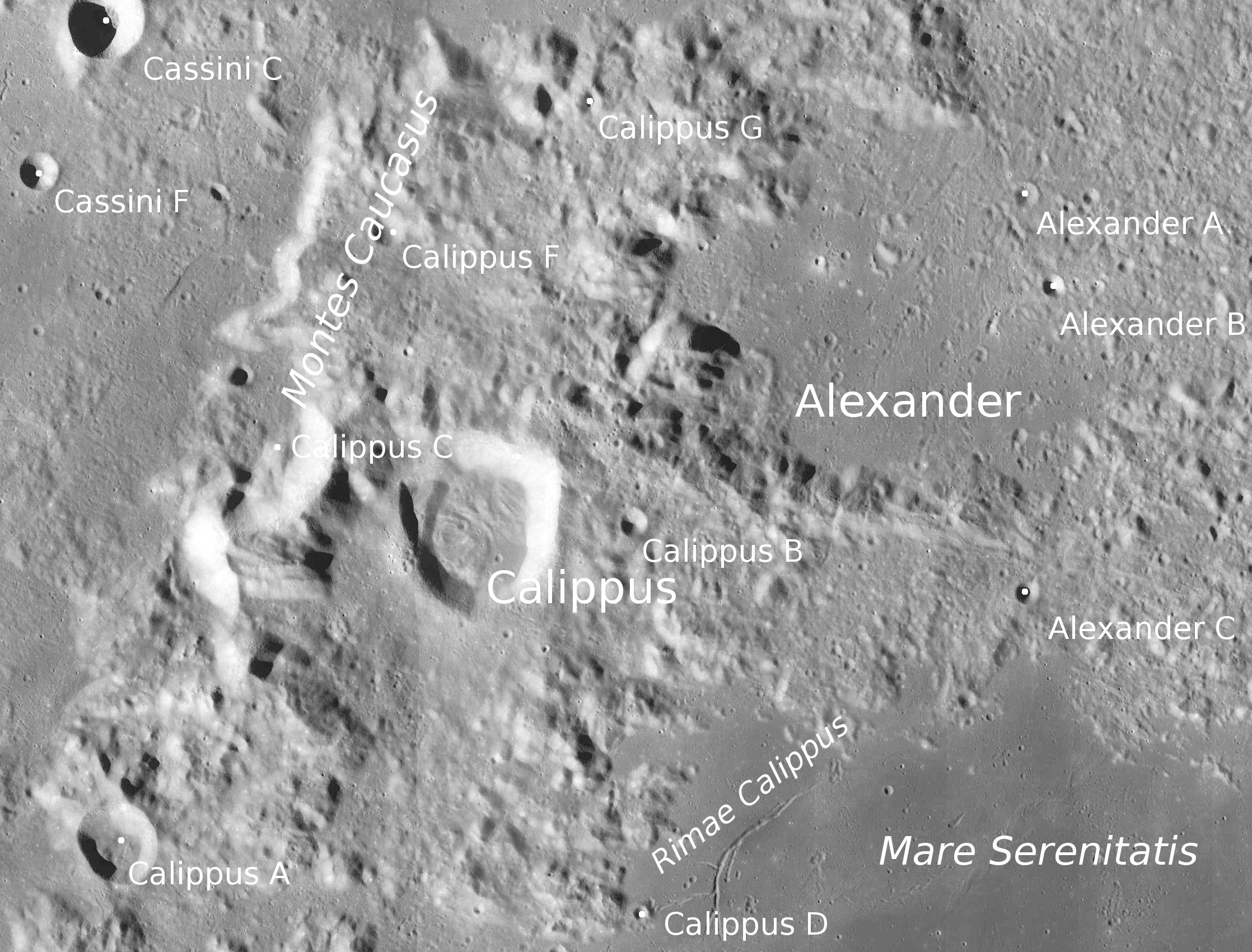
Окрестности кратера Александр. Снимок зонда Lunar Reconnaissance Orbiter.

Кратер расположен к северу от Моря Ясности в горах Кавказ. На северо-западе от кратера располагается кратер Ламек, на севере — кратер Евдокс, на юго-западе — кратер Калипп. На востоке от кратера находится Озеро Сновидений. Селенографические координаты центра кратера 40°15′ с. ш. 13°41′ в. д. / 40,25° с. ш. 13,69° в. д., диаметр 95 км, глубина 410 м.
За время своего существования кратер подвергся настолько сильному разрушению, что сейчас более напоминает низменность, окружённую горами.
Остатки вала кратера находятся в его северо-западной, западной и южных частях, восточная часть кратера открыта окружающей местности. Сохранившиеся участки вала имеют прямоугольную форму, наиболее значимые вершины находятся в северо-западной части. Наибольшая высота остатков вала над окружающей местностью составляет 1360 м. Дно чаши кратера в западной части сравнительно ровно и имеет более низкое альбедо, восточная часть чаши отмечена многочисленными мелкими кратерами и имеет плавно повышающееся к востоку более высокое альбедо. В чаше кратера находится много небольших холмов. Объём кратера составляет приблизительно 6000 км³.

## Сателлитные кратеры

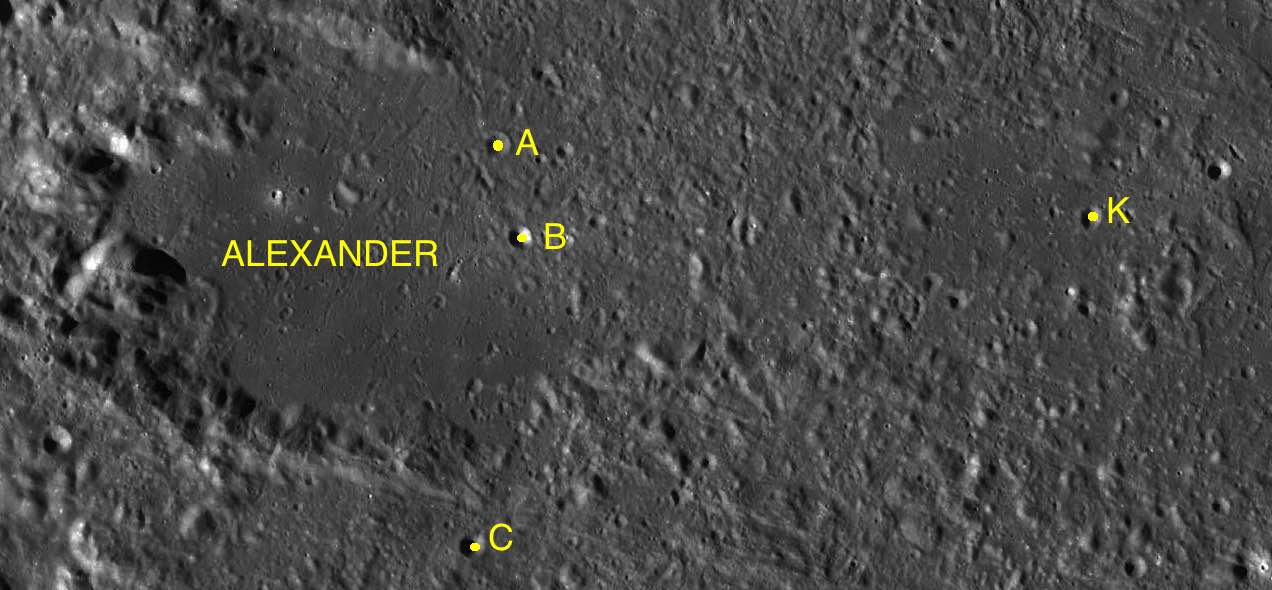
Фрагмент карты LAC-26.

| Александр | Координаты                                            | Диаметр, км |
| --------- | ----------------------------------------------------- | ----------- |
| A         | 40°47′ с. ш. 14°56′ в. д. / 40,78° с. ш. 14,94° в. д. | 4,0         |
| B         | 40°17′ с. ш. 15°08′ в. д. / 40,28° с. ш. 15,14° в. д. | 3,9         |
| C         | 38°31′ с. ш. 14°57′ в. д. / 38,52° с. ш. 14,95° в. д. | 4,2         |
| K         | 40°31′ с. ш. 19°21′ в. д. / 40,52° с. ш. 19,35° в. д. | 4,0         |